# 45P/Honda-Mrkos-Pajdušáková
45P/Honda-Mrkos-Pajdušáková (podle nového značení P/1948 X1) je periodická kometa, která oběhne Slunce jednou za 5,25 let. Objevil ji Minoru Honda 3. prosince 1948, když se nacházela 0,43 AU od Země. Pojmenována je po objeviteli a společně po českém astronomu Antonínu Mrkosovi a slovenské astronomce Ľudmile Pajdušákové, kteří ji pozorovali 6. a 7. prosince 1948 v slovenské observatoři na Skalnatém plese nezávisle na prvním objeviteli.

## Dráha
Dráha komety Honda-Mrkos-Pajdušáková je jako u všech komet eliptická. Ke Slunci se přibližuje na nejmenší vzdálenost 0,58 AU – patří tedy mezi tělesa, která křižují dráhu Země. Velká poloosa její dráhy měří 3,02 AU. Od Slunce se vzdaluje na 5,46 AU, tedy jen těsně za oblast, kde obíhá Jupiter. Dráha je skloněná k ekliptice o 4,28°, což je mezi kometami poměrně málo.
Nejblíže k Zemi – na 0,06 AU, tj. 9 miliónů km – se přiblížila 15. srpna 2011. Nejlépe pozorovatelná však byla v období těsně po 28. září, kdy prošla přísluním. Její zdánlivá jasnost dosahovala přibližně 7. magnitudy a byla vidět i lepším triedrem.

### Průlet v roce 2017
Kometa se dostala do přísluní 31. prosince 2016. Od 4. února 2017 byla viditelná s jasností 7 a kóma bylo asi 100 000 kilometrů dlouhé. 11. února byla do Země vzdálena 0,08318 Au (12 444 000 km), v tento den probíhalo i zatmění Měsíce.
|                                               |
| Pohyb po dráze komety od ledna do března 2017 |

### Ovlivnění dráhy Jupiterem
Dodatečnými výpočty bylo zjištěno, že kometa prolétla 15. srpna 1935 ve vzdálenosti 0,08 AU od Jupitera. To změnilo její oběžnou dobu z 5,53 na 5,25 roku. Zároveň se změnily elementy její dráhy tak, že se nyní přibližuje ke Slunci na 0,58 AU (dříve to bylo 0,64 AU).